# Vlag van Sint-Pieters-Leeuw
De vlag van Sint-Pieters-Leeuw werd door de gemeenteraad op 8 september 1977 officieel vastgesteld als de gemeentelijke vlag van de Vlaams-Brabantse gemeente Sint-Pieters-Leeuw. Op 23 mei 1978 werd hij door het koninklijk besluit bevestigd en uiteindelijk gepubliceerd op 6 september 1978 in het officiële Belgisch Staatsblad.
Officieel wordt de vlag beschreven als:
Twee gelijke vertikale banen met als kleur rood en wit; rood aan de stok.
De kleuren van de vlag zijn afkomstig op het gemeentewapen. Deze vlag was al lang in gebruik door de toenmalige gemeente Sint-Pieters-Leeuw.

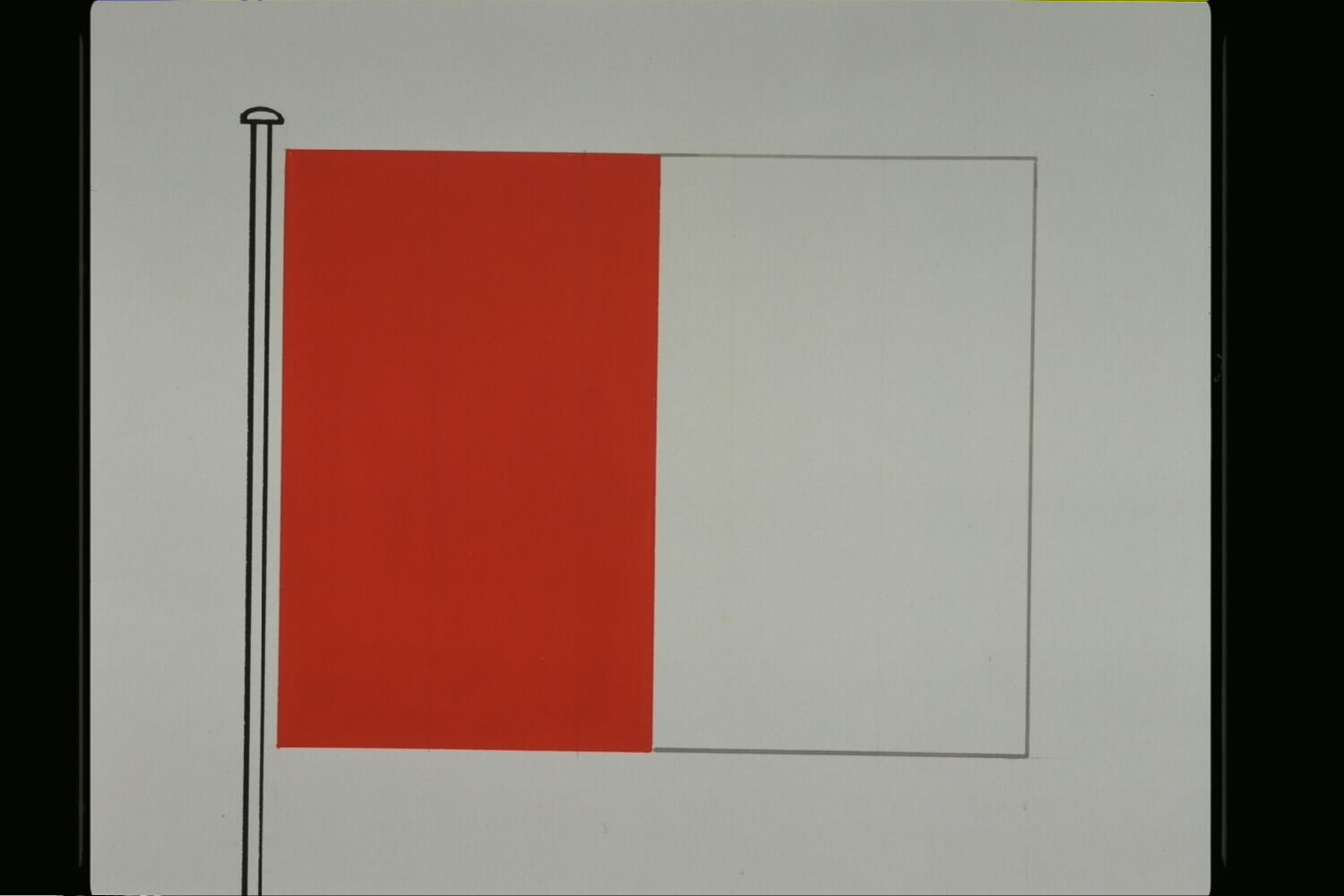
Officiële tekening van de vlag